# Championnats d'Afrique d'athlétisme 2004
Navigation
Les 14es Championnats d'Afrique d'athlétisme ont eu lieu du 14 au 18 juillet 2004 au Stade Alphonse-Massamba-Débat de Brazzaville, en République du Congo. La compétition, organisée par la Confédération africaine d'athlétisme, réunit 431 athlètes issus de 42 pays.
Cette compétition, disputée seulement un mois avant le début des jeux olympiques d'Athènes a été boudé par certains des meilleurs athlètes du continent, ou utilisé comme préparation pour leur véritable objectif, les Jeux. À l’issue des 44 épreuves, l’Afrique du Sud se taille la part du lion en raflant 30 médailles devant le Kenya avec 19 médailles, le Nigeria avec 8 médailles et le Sénégal.

## Résultats

### Hommes
| 100 m | Olusoji Fasuba 10 s 21                                                         | Idrissa Sanou 10 s 37                                                         | Jaysuma Saidy 10 s 43                                                                           |
| 200 m | Joseph Batangdon 20 s 46                                                       | Ambrose Ezenwa 20 s 75                                                        | Morné Nagel 20 s 83                                                                             |
| 400 m | Éric Milazar 45 s 03                                                           | Ezra Sambu 45 s 33                                                            | Young Talkmore Nyongani 45 s 69                                                                 |
| 800 m | William Yiampoy 1 min 45 s 36                                                  | Hezekiél Sepeng 1 min 45 s 55                                                 | Ismail Ahmed Ismail 1 min 45 s 87                                                               |
| 1 500 m | Paul Korir 3 min 39 s 48                                                       | Peter Roko Ashak 3 min 41 s 31                                                | Yassine Bensghir 3 min 41 s 49                                                                  |
| 5 000 m | Terefe Maregu 13 min 47 s 77                                                   | Boniface Songok 13 min 48 s 06                                                | Hillary Chenonge 13:48 s 44                                                                     |
| 10 000 m | Charles Kamathi 28 min 07 s 83                                                 | Abebe Dinkessa 28 min 10 s 49                                                 | Yebeltal Admasu 28 min 28 s 59                                                                  |
| 3 000 m steeple | David Chemweno 8 min 17 s 31                                                   | Richard Mateelong 8 min 26 s 34                                               | Abdelatif Chemlal 8 min 31 s 01                                                                 |
| 110 m haies | Todd Matthews Jouda 13 s 70                                                    | Shaun Bownes 13 s 80                                                          | Frikkie van Zyl 13 s 81                                                                         |
| 400 m haies | Llewellyn Herbert 48 s 90                                                      | Julius Bungei 49 s 56                                                         | Ockert Cilliers (en) 49 s 58                                                                    |
| 20 km marche | Julius Sawe 1 min 27 s 43                                                      | Hassanine Sebei 1 min 28 s 35                                                 | Moussa Aouanouk 1 min 29 s 02                                                                   |
| 4 × 100 m | Nigeria Olusoji Fasuba Ambrose Ezenwa Aaron Egbele Chinedu Oriala 38 s 91      | Afrique du Sud Morne Nagel Deon du Toit Clinton Venter Lee-Roy Newton 39 s 59 | Cameroun Emmanuel Ngom Priso Idrissa Adam Alain Olivier Nyounai Joseph Batangdon 39 s 87        |
| 4 × 400 m | Zimbabwe Lloyd Zvasiya Lewis Banda Temba Ncube Talkmore Nyongani 3 min 02 s 38 | Nigeria James Godday Saul Weigopwa Bola Lawal Enefiok Udo-Obong 3 min 02 s 66 | Afrique du Sud Marcus La Grange Werner Botha Hendrick Mokganyetsi Arnaud Malherbe 3 min 03 s 81 |
| Saut en hauteur | Kabelo Mmono 2,17 m                                                            | Boubacar Séré 2,10 m                                                          | Khemraj Naiko 2,10 m                                                                            |
| Saut en longueur | Jonathan Chimier 8,06 m                                                        | Ndiss Kaba Badji 7,86 m                                                       | Nabil Adamou 7,72 m                                                                             |
| Saut à la perche | Béchir Zaghouani 5,20 m                                                        | Karim Sène 5,00 m                                                             | Mohamed Karbib 4,60 m                                                                           |
| Triple saut | Olivier Sanou 16,31 m                                                          | Hamza Ménina 16,02 m                                                          | Thierry Adanabou 15,93 m                                                                        |
| Lancer du poids | Janus Robberts 21,02 m                                                         | Burger Lambrechts 18,78 m                                                     | Yasser Ibrahim Farag 18,51 m                                                                    |
| Lancer du disque | Frantz Kruger 63,85 m                                                          | Hannes Hopley 63,50 m                                                         | Nabil Kiram 52,12 m                                                                             |
| Lancer du javelot | Gerhardus Pienaar 78,31 m                                                      | Gerbrandt Grobler 76,93 m                                                     | Willie Human 71,48 m                                                                            |
| Lancer du marteau | Chris Harmse 75,90 m                                                           | Saber Souid 70,71 m                                                           | Ahmed Abd El Raouf 67,87 m                                                                      |
| Décathlon | Anis Riahi 7 200 points                                                        | Selwyn Lieutier 6 882 points                                                  | Celestin Moussambote Kengué 6 478 points                                                        |
| Records et Performances - AR : Record continental (area record) - CR : Record des championnats (championship record) - MR : Record du meeting (meet record) - NR : Record national (national record) - OR : Record olympique (olympic record) - PR : Record paralympique (paralympic record) - PB : Record personnel (personal best) - SB : Meilleure performance personnelle de la saison (season's best) - WL : Meilleure performance mondiale de l'année (world leader) - WJR : Record du monde junior (world junior record) - WR : Record du monde (world record) Circonstances et Conditions - DNF : N'a pas terminé (did not finish) - DNS : N'a pas pris le départ (did not start) - DQ : Disqualification (disqualification) - NM : Aucun essai valable enregistré (No Mark) - Q : Qualifié « directement » au prochain tour (ou à la prochaine compétition), lors d'une compétition majeure, grâce au classement ou à la réalisation des minima (automatic qualifier) - q : Qualifié au prochain tour (ou à la prochaine compétition), lors d'une compétition majeure, grâce au repêchage ou à la réalisation de l'une des meilleures performances parmi celles des « non qualifiés directement » (grâce au meilleur temps ou à la meilleure distance par exemple) (secondary qualifier) |                                                                                |                                                                               |                                                                                                 |

### Femmes
| 100 m | Endurance Ojokolo Nigeria 11 s 33                                              | Mercy Nku Nigeria 11 s 36                                                                 | Geraldine Pillay Afrique du Sud 11 s 40                                             |
| 200 m | Geraldine Pillay Afrique du Sud 23 s 18                                        | Kadiatou Camara Mali 23 s 22                                                              | Kaltouma Nadjina Tchad 23 s 29                                                      |
| 400 m | Fatou Bintou Fall Sénégal 50 s 62                                              | Kaltouma Nadjina Tchad 50 s 80                                                            | Hortense Béwouda Cameroun 51 s 15                                                   |
| 800 m | Saïda El Mehdi Maroc 2 min 03 s 52                                             | Charity Wandia Kenya 2 min 04 s 08                                                        | Caroline Chepkwony Kenya 2 min 04 s 58                                              |
| 1 500 m | Nancy Lagat Kenya 4 min 24 s 56                                                | Saïda El Mehdi Maroc 4 min 24 s 87                                                        | Jeruto Kiptum Kenya 4 min 25 s 85                                                   |
| 5 000 m | Etalemahu Kidane Éthiopie 16 min 25 s 83                                       | Priscah Jepleting Kenya 16 min 26 s 15                                                    | Angele Haronsimana Burundi 16 min 55 s 99                                           |
| 10 000 m | Eyerusalem Kuma Éthiopie 31 min 56 s 77                                        | Irene Kwambai Kenya 31 min 57 s 54                                                        | Catherine Kirui Kenya 32 min 35 s 71                                                |
| 100 m haies | Lalanirina Rosa Rakotozafy Madagascar 13 s 73                                  | Carole Kaboud Mebam Cameroun 14 s 07                                                      | Alima Soura Burkina Faso 14 s 38                                                    |
| 400 m haies | Surita Febbraio Afrique du Sud 55 s 12                                         | Mame Tacko Diouf Sénégal 55 s 62                                                          | Zahra Lachguer Maroc 57 s 12                                                        |
| 3 000 m steeple | Bouchra Chaabi Maroc 9 min 53 s 46 CR                                          | Nawal Baïbi Maroc 10 min 11 s 42                                                          | Tebogo Masehla Afrique du Sud 10 min 34 s 40                                        |
| 20 km marche | Grace Wanjiru Kenya 1 h 42 min 45 s                                            | Nicolene Cronjé Afrique du Sud 1 h 43 min 57 s                                            | Bahia Boussad Algérie 1 h 46 min 12 s                                               |
| 4 × 100 m | Nigeria Gloria Kemasuode Mercy Nku Oludamola Osayomi Endurance Ojokolo 44 s 32 | Afrique du Sud Dikeledi Moropane Heide Seyerling Adri Shoeman Geraldine Pillay 44 s 42    | Sénégal Fatoumata Coly Aida Diop Aïssatou Badji Aminata Diouf 45.21                 |
| 4 × 400 m | Sénégal Fatou Bintou Fall Tacko Diouf Aida Diop Amy Mbacke Thiam 3 min 29 s 41 | Afrique du Sud Surita Febbraio Adri Shoeman Heide Seyerling Estie Wittstock 3 min 30 s 12 | Cameroun Hortense Bewouda Carole Kaboud Muriel Noah Delphine Atangana 3 min 30 s 77 |
| Saut en hauteur | Hestrie Cloete Afrique du Sud 1,95 m                                           | Samantha Dodd Afrique du Sud 1,60 m                                                       | Janice Josephs Afrique du Sud 1,50 m                                                |
| Saut à la perche | Syrine Balti Tunisie 4,00 m                                                    | Samantha Dodd Afrique du Sud 3,80 m                                                       | Nancy Cheekoussen Maurice 3,70 m                                                    |
| Saut en longueur | Kene Ndoye Sénégal 6,64 m                                                      | Kadiatou Camara Mali 6,29 m                                                               | Yah Koïta Mali 6,27 m                                                               |
| Triple saut | Yamilé Aldama Soudan 14,90 m                                                   | Kene Ndoye Sénégal 14,44 m                                                                | Mariette Mien Burkina Faso 12,61 m                                                  |
| Lancer du poids | Wafa Ismail El Baghdadi Égypte 15,53 m                                         | Amel Ben Khaled Tunisie 15,45 m                                                           | Alifatou Djibril Togo 15,16 m                                                       |
| Lancer du disque | Elizna Naude Afrique du Sud 57,50 m                                            | Alifatou Djibril Togo 52,62 m                                                             | Hiba Meshili Abu Zaghari Égypte 50,58 m                                             |
| Lancer du marteau | Marwa Hussein Arafat Égypte 66,14 m CR                                         | Mouna Dani Maroc 57,98 m                                                                  | Hayat El Ghazi Maroc 57,67 m                                                        |
| Lancer du javelot | Sunette Viljoen Afrique du Sud 60,13 m                                         | Aïda Sellam Tunisie 54,68 m                                                               | Cecilia Kiplagat Kenya 48,78 m                                                      |
| Heptathlon | Margaret Simpson Ghana 6 154 points                                            | Janice Josephs Afrique du Sud 5 785 points                                                | Céline Laporte Seychelles 5 172 points                                              |
| Records et Performances - AR : Record continental (area record) - CR : Record des championnats (championship record) - MR : Record du meeting (meet record) - NR : Record national (national record) - OR : Record olympique (olympic record) - PR : Record paralympique (paralympic record) - PB : Record personnel (personal best) - SB : Meilleure performance personnelle de la saison (season's best) - WL : Meilleure performance mondiale de l'année (world leader) - WJR : Record du monde junior (world junior record) - WR : Record du monde (world record) Circonstances et Conditions - DNF : N'a pas terminé (did not finish) - DNS : N'a pas pris le départ (did not start) - DQ : Disqualification (disqualification) - NM : Aucun essai valable enregistré (No Mark) - Q : Qualifié « directement » au prochain tour (ou à la prochaine compétition), lors d'une compétition majeure, grâce au classement ou à la réalisation des minima (automatic qualifier) - q : Qualifié au prochain tour (ou à la prochaine compétition), lors d'une compétition majeure, grâce au repêchage ou à la réalisation de l'une des meilleures performances parmi celles des « non qualifiés directement » (grâce au meilleur temps ou à la meilleure distance par exemple) (secondary qualifier) |                                                                                |                                                                                           |                                                                                     |

## Tableau des médailles
| Rang | Nation         | Or | Argent | Bronze | Total |
| ---- | -------------- | -- | ------ | ------ | ----- |
| 1    | Afrique du Sud | 10 | 12     | 7      | 29    |
| 2    | Kenya          | 7  | 7      | 5      | 19    |
| 3    | Sénégal        | 3  | 4      | 1      | 8     |
| 4=   | Tunisie        | 3  | 3      | 0      | 6     |
| 4=   | Nigeria        | 3  | 3      | 0      | 6     |
| 6    | Éthiopie       | 3  | 1      | 0      | 4     |
| 7    | Maroc          | 2  | 3      | 6      | 11    |
| 8    | Maurice        | 2  | 1      | 2      | 5     |
| 9    | Égypte         | 2  | 0      | 2      | 4     |
| 10   | Burkina Faso   | 1  | 2      | 2      | 5     |
| 11   | Soudan         | 1  | 1      | 1      | 3     |
| 12   | Cameroun       | 1  | 0      | 3      | 4     |
| 13   | Zimbabwe       | 1  | 0      | 1      | 2     |
| 14=  | Botswana       | 1  | 0      | 0      | 1     |
| 14=  | Ghana          | 1  | 0      | 0      | 1     |
| 14=  | Madagascar     | 1  | 0      | 0      | 1     |
| 17   | Mali           | 0  | 2      | 1      | 3     |
| 18   | Algérie        | 0  | 1      | 3      | 4     |
| 19=  | Tchad          | 0  | 1      | 1      | 2     |
| 19=  | Togo           | 0  | 1      | 1      | 2     |
| 21=  | Burundi        | 0  | 0      | 1      | 1     |
| 21=  | Gambie         | 0  | 0      | 1      | 1     |
| 21=  | Seychelles     | 0  | 0      | 1      | 1     |